# World Cup 1984 (Tischtennis)
| 1983 ← World Cup → 1985 | 1983 ← World Cup → 1985              |
| ----------------------- | ------------------------------------ |
|                         | Männer                               |
| Datum                   | 29.08.–02.09.                        |
| Ort                     | Kuala Lumpur                         |
| Auflage                 | 5                                    |
| Sieger                  | Jiang Jialiang Kim Wan Ulf Bengtsson |

Der Tischtennis-World Cup 1984 fand in seiner 5. Austragung vom 29. August bis 2. September im malayischen Kuala Lumpur statt. Es gab nur einen Wettbewerb für Männer. Gold ging an Jiang Jialiang aus China.

## Modus
An dem Wettbewerb nahmen 16 Sportler teil, die auf vier Gruppen mit je vier Sportlern aufgeteilt wurden. Die Gruppenersten und -zweiten rückten in die im K. o.-Modus ausgetragene Hauptrunde vor. Die Halbfinal-Verlierer trugen ein Spiel um Platz 3 aus, die Viertelfinalverlierer spielten um die Plätze 5–8, die Gruppendritten um die Plätze 9–12 und die Gruppenletzten um die Plätze 13–16. Gespielt wurde mit zwei Gewinnsätzen, in der Hauptrunde mit drei Gewinnsätzen.

## Teilnehmer
| Platz | Name             | TN |
| ----- | ---------------- | -- |
| 1     | Jiang Jialiang   | 2  |
| 2     | Kim Wan          | 1  |
| 3     | Ulf Bengtsson    | 1  |
| 4     | Kiyoshi Saito    | 1  |
| 5     | Jan-Ove Waldner  | 2  |
| 6     | Xie Saike        | 3  |
| 7     | Cai Zhenhua      | 2  |
| 8     | Atanda Musa      | 1  |
| 9     | Erik Lindh       | 2  |
| 10    | Chiu Man Kuen    | 3  |
| 11    | Mario Álvarez    | 2  |
| 12    | Carl Prean       | 2  |
| 13    | István Jónyer    | 4  |
| 14    | Daniel Seemiller | 1  |
| 15    | Tommy Danielsson | 1  |
| 16    | Lim Chin Leong   | 1  |

## Gruppenphase

### Gruppe 1
|                  | Ergebnis |                  |
| ---------------- | -------- | ---------------- |
| Ulf Bengtsson    | 2:0      | Cai Zhenhua      |
| Ulf Bengtsson    | 2:1      | Tommy Danielsson |
| Ulf Bengtsson    | 2:0      | István Jónyer    |
| Cai Zhenhua      | 2:0      | Tommy Danielsson |
| Cai Zhenhua      | 2:1      | István Jónyer    |
| Tommy Danielsson | 2:0      | István Jónyer    |

| Platz | Spieler          | Spiele | Sätze | Punkte |
| ----- | ---------------- | ------ | ----- | ------ |
| 1     | Ulf Bengtsson    | 3      | 6:1   | 6      |
| 2     | Cai Zhenhua      | 3      | 4:3   | 5      |
| 3     | Tommy Danielsson | 3      | 3:4   | 4      |
| 4     | István Jónyer    | 3      | 1:6   | 3      |

### Gruppe 2
|                | Ergebnis |                |
| -------------- | -------- | -------------- |
| Kim Wan        | 2:1      | Jiang Jialiang |
| Kim Wan        | 2:0      | Carl Prean     |
| Kim Wan        | 2:0      | Lim Chin Leong |
| Jiang Jialiang | 2:0      | Carl Prean     |
| Jiang Jialiang | 2:0      | Lim Chin Leong |
| Carl Prean     | 2:0      | Lim Chin Leong |

| Platz | Spieler        | Spiele | Sätze | Punkte |
| ----- | -------------- | ------ | ----- | ------ |
| 1     | Kim Wan        | 3      | 6:1   | 6      |
| 2     | Jiang Jialiang | 3      | 5:2   | 5      |
| 3     | Carl Prean     | 3      | 2:4   | 4      |
| 4     | Lim Chin Leong | 3      | 0:6   | 3      |

### Gruppe 3
|               | Ergebnis |               |
| ------------- | -------- | ------------- |
| Kiyoshi Saito | 2:0      | Atanda Musa   |
| Kiyoshi Saito | 2:0      | Erik Lindh    |
| Kiyoshi Saito | 2:1      | Chiu Man Kuen |
| Atanda Musa   | 2:0      | Erik Lindh    |
| Atanda Musa   | 2:1      | Chiu Man Kuen |
| Erik Lindh    | 2:0      | Chiu Man Kuen |

| Platz | Spieler       | Spiele | Sätze | Punkte |
| ----- | ------------- | ------ | ----- | ------ |
| 1     | Kiyoshi Saito | 3      | 6:1   | 6      |
| 2     | Atanda Musa   | 3      | 4:3   | 5      |
| 3     | Erik Lindh    | 3      | 2:4   | 4      |
| 4     | Chiu Man Kuen | 3      | 2:6   | 3      |

### Gruppe 4
|                 | Ergebnis |                  |
| --------------- | -------- | ---------------- |
| Jan-Ove Waldner | 2:1      | Xie Saike        |
| Jan-Ove Waldner | 2:0      | Mario Álvarez    |
| Jan-Ove Waldner | 2:1      | Daniel Seemiller |
| Xie Saike       | 2:0      | Mario Álvarez    |
| Xie Saike       | 2:0      | Daniel Seemiller |
| Mario Álvarez   | 2:1      | Daniel Seemiller |

| Platz | Spieler          | Spiele | Sätze | Punkte |
| ----- | ---------------- | ------ | ----- | ------ |
| 1     | Jan-Ove Waldner  | 3      | 6:2   | 6      |
| 2     | Xie Saike        | 3      | 5:2   | 5      |
| 3     | Mario Álvarez    | 3      | 2:5   | 4      |
| 4     | Daniel Seemiller | 3      | 2:6   | 3      |

## Hauptrunde
|  | Viertelfinale   | Viertelfinale  |               |                | Halbfinale       | Halbfinale |  |  | Finale | Finale |
|  |                 |                |               |                |                  |            |  |  |        |        |
|  |                 |                |               |                |                  |            |  |  |        |        |
|  | Ulf Bengtsson   | 3              |               |                |                  |            |  |  |        |        |
|  | Ulf Bengtsson   | 3              |               |                |                  |            |  |  |        |        |
|  | Atanda Musa     | 2              |               |                |                  |            |  |  |        |        |
|  | Atanda Musa     | 2              | Ulf Bengtsson | 1              |                  |            |  |  |        |        |
|  |                 |                | Ulf Bengtsson | 1              |                  |            |  |  |        |        |
|  |                 | Kim Wan        | 3             |                |                  |            |  |  |        |        |
|  | Xie Saike       | Kim Wan        | 3             | 2              |                  |            |  |  |        |        |
|  | Xie Saike       |                |               | 2              |                  |            |  |  |        |        |
|  | Kim Wan         | 3              |               |                |                  |            |  |  |        |        |
|  |                 |                | Kim Wan       | 1              |                  |            |  |  |        |        |
|  |                 |                |               | Jiang Jialiang | 3                |            |  |  |        |        |
|  | Kiyoshi Saito   | 3              |               |                |                  |            |  |  |        |        |
|  | Cai Zhenhua     | 1              |               |                |                  |            |  |  |        |        |
|  | Cai Zhenhua     | 1              | Kiyoshi Saito | 2              |                  |            |  |  |        |        |
|  |                 |                | Kiyoshi Saito | 2              | Spiel um Platz 3 |            |  |  |        |        |
|  |                 | Jiang Jialiang | 3             |                |                  |            |  |  |        |        |
|  | Jan-Ove Waldner | Jiang Jialiang | 3             | 1              | Ulf Bengtsson    | 2          |  |  |        |        |
|  | Jan-Ove Waldner |                |               | 1              | Ulf Bengtsson    | 2          |  |  |        |        |
|  | Jiang Jialiang  | 3              |               | Kiyoshi Saito  | 1                |            |  |  |        |        |
|  | Jiang Jialiang  | 3              |               |                | 1                |            |  |  |        |        |
|  |                 |                |               |                |                  |            |  |  |        |        |

## Platzierungsspiele
| um Platz | Spieler 1        | Ergebnis | Spieler 2        | um Platz | Spieler 1        | Ergebnis | Spieler 2        |
| -------- | ---------------- | -------- | ---------------- | -------- | ---------------- | -------- | ---------------- |
| 5–6      | Jan-Ove Waldner  | 2:1      | Cai Zhenhua      | 5        | Jan-Ove Waldner  | 2:1      | Xie Saike        |
| 5–6      | Xie Saike        | 2:0      | Atanda Musa      | 7        | Cai Zhenhua      | 2:1      | Atanda Musa      |
| 9–10     | Chiu Man Kuen    | 2:0      | Carl Prean       | 9        | Erik Lindh       | 2:0      | Chiu Man Kuen    |
| 9–10     | Erik Lindh       | 2:0      | Mario Álvarez    | 11       | Mario Álvarez    | 2:1      | Carl Prean       |
| 13–14    | István Jónyer    | 2:0      | Lim Chin Leong   | 13       | István Jónyer    | 2:0      | Daniel Seemiller |
| 13–14    | Daniel Seemiller | 2:1      | Tommy Danielsson | 15       | Tommy Danielsson | 2:1      | Lim Chin Leong   |